# Analogía

Modelo atómico de Bohr sobre la base de la llamada teoría atómica, establece una analogía entre el átomo y el sistema solar.

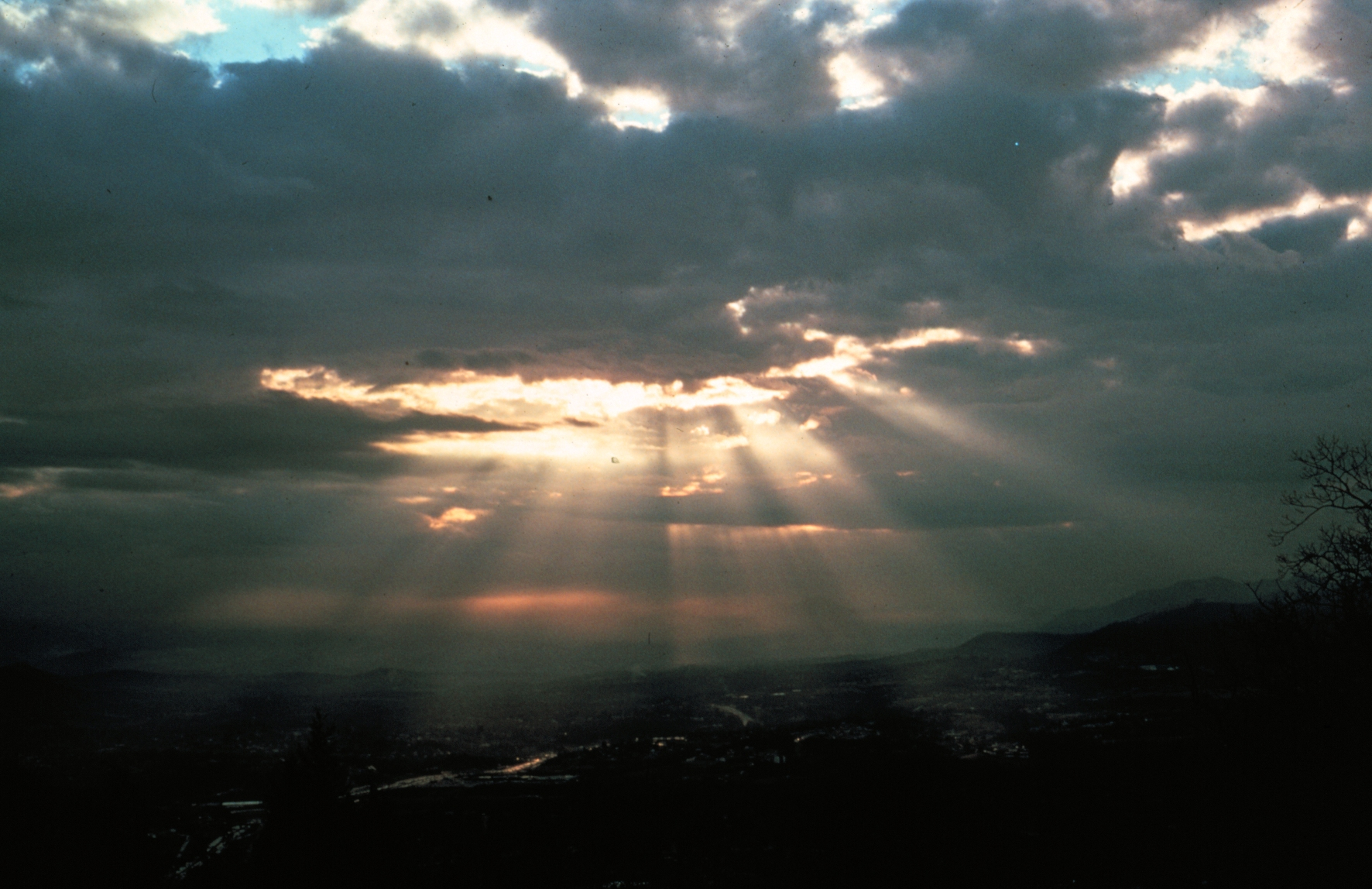
En muchas culturas el Sol es una analogía de Dios pues ilumina.

Una analogía (del griego αναλογíα, ana ‘reiteración o comparación’ y logos ‘estudio’) es una comparación o relación entre varias cosas, razones o conceptos; comparar o relacionar dos o más seres u objetos a través de la razón; señalando características generales y particulares comunes que permiten justificar la existencia de una propiedad en uno, a partir de la existencia de dicha propiedad en los otros.
En el aspecto lógico, permite comparar un objeto con otros, en sus semejanzas y en sus diferencias. 
Una analogía permite la deducción de un término desconocido a partir del análisis de la relación que se establece entre dos términos desconocidos.
La analogía es una mezcla entre razonamiento inductivo y deductivo. A pesar de que la analogía se considera inductiva por el hecho de generalizar, va más allá de la inducción porque no se limita a observar y generalizar patrones, sino que también identifica y aprovecha similitudes estructurales entre diferentes situaciones o conceptos. Mientras que la inducción puede llevar a conclusiones generales a partir de la observación de múltiples casos, la analogía proporciona una herramienta poderosa para inferir propiedades o comportamientos de un caso desconocido basándose en su similitud con un caso conocido.
Por ejemplo, si conocemos el funcionamiento de un sistema solar (con planetas orbitando una estrella), podemos usar la analogía para entender otros sistemas estelares, incluso sin tener observaciones detalladas de cada uno. Así, la analogía permite avanzar en el conocimiento y la comprensión al aplicar conocimientos previos a nuevas situaciones de manera creativa y extrapolativa.
Nos permite intentar representar un pensamiento o experiencia respecto a un objeto a través de una comparación de distintas dinámicas o situaciones; dando a entender que estas comparten similitudes.

## Uso en distintos campos
En la psicología del aprendizaje por  experiencia, la imitación convertida en reglas de conducta supone la confianza inductiva de que actuando de la misma forma en situaciones análogas se obtendrá el mismo resultado, si este es satisfactorio.
En Sociología el proceso de endoculturación consiste en la valoración de situaciones análogas para establecer la moral y las reglas de conducta en la aceptación de los roles y normas sociales. La propaganda y la moda explotan enormemente la tendencia a la imitación generando modelos a los que compararse uno mismo, como garantía del éxito y la estima social.
La artesanía y la técnica encuentran su fundamento en que, actuando de la misma forma, en situaciones análogas, siguiendo las mismas reglas, la acción alcanzará como resultado el fin que se busca.
En la Lingüística la analogía se percibe como una tendencia regularizadora en las lenguas naturales opuesta a otra irregularizadora denominada anomalía. En cuanto a cuál sea la tendencia dominante, dos escuelas antiguas de gramáticos ha sostenido puntos de vista opuestos al respecto. Ambas aparecen ya formuladas en el De lingua latina del romano Marco Terencio Varrón (libros VIII, IX y X). La analogía se aplica al problema de las variaciones semánticas y variaciones etimológicas, al uso de las palabras o al sentido del discurso: las figuras retóricas de la comparación, la alegoría y la metáfora son las figuras a las que la analogía da sentido.
En Derecho, la analogía constituye el fundamento de poder considerar casos semejantes mediante una cuidadosa comparación. Tal es el fundamento de la jurisprudencia. En esta ciencia, la analogía sirve tanto como criterio interpretativo de las normas y contratos vigentes, como para llenar los vacíos jurídicos o lagunas legales que pueden aparecer en el sistema jurídico.
Como el derecho en muchas ocasiones utiliza frases con estructuras lingüísticas complicadas, las analogías ayudan a simplificar argumentos y hacer más sencilla una descripción de hechos, y relacionarlos con la aplicación de la ley.
En Filosofía se destaca la importancia de la analogía, no tanto como modo de argumentación, sino como característica de los términos con los que se construye el discurso. En este sentido se distinguen, en la filosofía tradicional, dos modos de analogía: de atribución y de proporcionalidad; siendo utilizadas estas distinciones para precisar el modo en que es posible para el hombre el conocimiento de Dios. La filosofía actual considera el problema de la analogía ligado a lo lógico y lingüístico y como fundamentación en la epistemología y filosofía de la ciencia.
En biología se dice que dos caracteres son análogos si cumplen funciones parecidas por medios semejantes, a pesar de que podrían tener un origen evolutivo diferente.

## El sentido de la analogía a lo largo de la historia de la filosofía
Los matemáticos antiguos en Mesopotamia y los egipcios utilizaron la analogía en sus cálculos. De hecho la unidad de medida ya es en sí misma el establecimiento de una analogía, pues no es otra cosa que establecer la proporción por comparación de un objeto material en relación a una cantidad fijada de antemano como unidad.
Los matemáticos griegos entendieron la analogía como proporción o razón de proporcionalidad en el sentido en que hoy hablamos de proporciones y razones en matemáticas.
Fue Platón quien dio a esta noción un carácter de trascendencia que ha llenado páginas en la filosofía y el lenguaje.
Si bien Platón introdujo esta noción de analogía comparando la «Idea del Bien» con el Sol, el estudio más detallado de la noción lógica lo hizo Aristóteles al considerar la analogía del ente.
Los escolásticos, ya en la Edad Media, aplicaron la doctrina aristotélica a la tradición neoplatónica cristiana, deteniéndose en el uso de los términos. San Buenaventura distinguió entre analogía y univocidad y los escolásticos posteriores siguiendo su doctrina distinguieron entre un hablar unívoco y modo de hablar análogo. Tomás de Aquino argumentó sobre la analogía para la demostración de la existencia de Dios como Causa Primera, Primer Motor de Aristóteles (Esse Subsistens), y la trascendencia de Dios entendida como Ser-de-esencia, Idea del Bien (Esse), según la tradición platónica, concibiendo a Dios como Ipsum Esse Subsistens, cuyo contenido se predica analógicamente de los demás entes por participación, entendidos estos como criaturas.
En la medida en que el pensamiento y el lenguaje han ido encontrando la fuente de su propia fundamentación al margen de la metafísica, a partir de la Edad Moderna, la analogía ha ido perdiendo sentido ontológico, acentuándose su sentido e importancia en cuanto al uso del lenguaje y su aplicación lógica en los razonamientos.

## La analogía en la creación y modificación del lenguaje
En Lingüística se llama analogía la acción que determina creaciones del habla conforme a modelos preexistentes. Así se explican los cambios sufridos por determinadas formas, bajo la influencia de las semejanzas asociadas en la mente de los hablantes.

### Analogía semántica
La analogía semántica es un fenómeno que se produce por la tendencia a asociar una palabra a un significado análogo. Un ejemplo lo constituye el término artístico "miniatura", que proviene del italiano miniatura y significa literalmente 'pintura de pequeñas dimensiones, realizada generalmente sobre vitela u otra superficie delicada', aunque, por etimología popular, ha generalizado su significado, y hoy día designa cualquier objeto de reducidas dimensiones.

### Analogía léxica
La analogía léxica es el fenómeno que se produce por la ayuda de la tendencia a asociar a cada palabra un sentido determinado.
Se denomina también paretimología o atracción paronímica. Esta creación de significado se manifiesta, en general, o bien por trastrueque semántico o bien por adaptación fonética de la palabra. Es el recurso más común en la etimología popular. Así, por ejemplo, Sebastián de Covarrubias: … Díjose albufera, según algunos, de bufido, porque con el soplo del recio viento en la mar arroja de sí con ímpetu el agua y la echa fuera de los límites ordinarios de sus riberas;.

## La analogía en el uso del lenguaje
El uso concreto del lenguaje produce en el significado de las palabras o en el sentido del discurso en su referencia a la realidad, problemas de muy diversa índole. En el tema que nos ocupa ponemos la atención en que la misma palabra o discurso puede adquirir diversos significados o sentidos según un uso determinado.
Se hacen necesarias varias distinciones:

### Univocidad, equivocidad y anfibología
Hay univocidad cuando la palabra o el discurso tienen un significado determinado en su referencia a la realidad y el uso concreto que se hace del lenguaje, responde a dicho significado.
La palabra mesa, usada unívocamente, viene a significar lo que todos entendemos como tal. Pero por analogía hablamos de una mesa de negociación o una mesa redonda o mesa petitoria, donde el significante mantiene su significado propio pero como soporte del adjetivo que realmente aporta el sentido de la expresión.
En cambio en el equívoco y la anfibología  de la palabra o expresión referente a una "presa" solamente por el contexto podremos establecer si se refiere a una mujer en la cárcel, al objeto de una cacería o a un embalse de agua. Cuando alguien está sujeto, “apresado” o condicionado por determinadas cosas o circunstancias hace un uso del lenguaje cuyo sentido depende de dichas condiciones o circunstancias. Se juega con la equivocidad que ofrece la analogía de palabras, y la anfibología de las expresiones y situaciones de forma retórica, sin necesidad de mentir o decir falsedad plena.
El discurso de un político en vísperas de elecciones adquiere un sentido “electoralista” y fuera de ese contexto no tiene el mismo sentido. Ocurre lo mismo con el uso del lenguaje en la propaganda.
El discurso de la ciencia pretende tener una referencia unívoca mediante un proceso de formalización del lenguaje, para evitar toda equivocidad.
La equivocidad y la anfibología es el recurso retórico de la ironía y el “doble sentido”, así como del chiste.
¿Cómo quieres que vaya de noche a verte, si el perro de tu padre sale a morderme?

### Analogía propiamente dicha
Es aquella palabra o discurso en sí que es unívoco pero es usado de tal manera que, conservando el significado propio, en el uso análogo adquiere un significado o sentido figurado en relación con el significado propio como término de comparación. En las analogías se conserva el sentido, la relación de significantes, no los significados.

#### Homología
Se produce homología cuando dos cosas o casos diferentes, aun siendo estructuralmente semejantes poseen funciones diferentes.
En Biología, la evolución convergente, es la evolución independiente de características similares en especies de diferentes linajes. La evolución convergente crea estructuras análogas que tienen una forma o función similar pero que no estaban presentes en el último antepasado común de esos grupos.
Por ejemplo los brazos de una persona son homólogos a las aletas de una ballena, la estructura (significante) es esencialmente la misma pero la función (significado) cambia. 
En geometría las figuras “semejantes” son homólogas, porque poseen una forma o estructura semejante. 
En las homologías la forma o estructura es lo que permanece semejante mientras que cambia el sentido, o sea, la relación entre los significantes. 
La esfera y el balón de fútbol, que algunos llegan a denominar «el esférico».

#### Comparación
Se habla de símil cuando el lenguaje expresa directamente una comparación entre dos objetos o situaciones reales.
El narrador resalta retóricamente la fuerza de una hormiga llevando una hojita al hormiguero diciendo: «es como si arrastrara hacia su casa un objeto de 150 kg», dando a entender que es similar al esfuerzo que haría un hombre para mover ese peso.

#### Alegoría
Cuando la comparación se prolonga a lo largo del discurso hablando del término comparado en vez de hablar del propio objeto de referencia real, entonces el recurso lingüístico recibe el nombre de alegoría.
Las parábolas del Evangelio o las fábulas son el ejemplo más propio de lo que es una alegoría. El cuento de Pinocho es una alegoría de lo que no debe hacer un niño, «mentir». Los niños tienen que «decir siempre la verdad», so pena de recibir un castigo. El mensaje se hace más patente al niño a través del cuento que la mera transmisión del mensaje "no mientas".
Ciertas alegorías retóricas se plasman en imágenes que aportan un sentido intermedio entre el símbolo y la alegoría como por ejemplo la representación de la Balanza sostenida por una mujer con los ojos tapados en representación de la Justicia; o Cupido tirando flechas con los ojos tapados.

#### La metáfora
Se habla metafóricamente cuando el discurso toma como objeto directamente el término de comparación, omitiendo la referencia al término comparado. Si el amante le dice a la amada: «eres la luz de mi vida», es evidente que no le está comparando con una «linterna»; en todo caso sería con el «sol» en un sentido figurado; lo que está diciendo en realidad es que: «así como la luz (del sol) es esencial para la vida, tú eres para mí tan esencial como la luz (del sol) y sin ti no puedo vivir».

## La analogía en el aprendizaje de la conducta y la técnica
El aprendizaje consiste en la consolidación de una pauta o esquema de conducta según un contexto ambiental de estímulo en la psicología de un individuo.
El éxito de la conducta como respuesta psicológica respecto a la situación de estímulo que la provocó sirve de justificación de la consolidación de la respuesta.
En otras palabras, la repetición de la pauta de conducta es el supuesto analógico de que: siempre que se de el mismo contexto o situación de estímulo, la respuesta volverá a ser satisfactoria.
Por su parte la técnica consiste en una conducta sujeta a determinadas "normas culturales" establecidas como forma de actuar en orden a alcanzar un determinado fin. Cuando esas normas vienen dictadas por la costumbre, hablamos de artesanía; cuando el fundamento de las normas están determinadas por el conocimiento científico hablamos de ingenierías o simplemente de técnica.
El supuesto analógico que justifica tanto la costumbre como la técnica es: siempre que pretendas alcanzar tal fin, actuar conforme a estas normas es garantía de alcanzarlo.

## La analogía en la argumentación

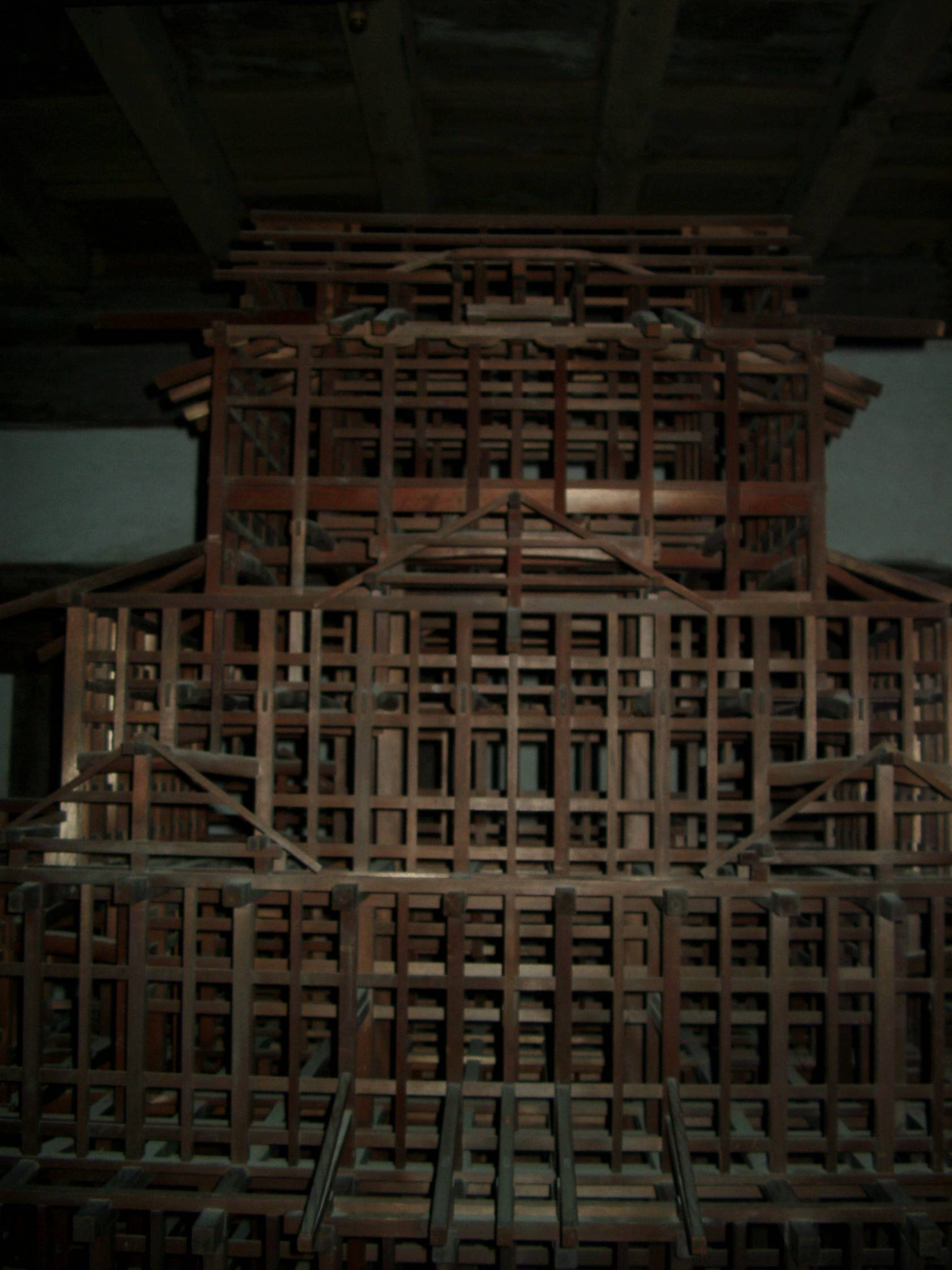
Este modelo del castillo Himeji (a escala 1/20) fue hecho en 1995 justo antes de que la torre principal fuera reconstruida. Fue hecho para revisar los defectos y detalles de la estructura y así asegurar la integridad de la construcción.

La analogía no pasaría de ser una figura literaria o expresiva, retórica, si no fuera porque a la sombra de esta capacidad de comparación del entendimiento se han forjado los argumentos analógicos. De hecho, el razonamiento analógico —que es su mayor aplicación— es un procedimiento a posteriori, que consiste en pasar de lo conocido a lo desconocido, de los efectos manifiestos a las causas que se nos esconden.
No cabe duda de que en la literatura y el arte tales argumentos ofrecen una riqueza expresiva enorme. En la vida diaria continuamente practicamos tales razonamientos. Tales argumentos, como argumentos inductivos de conclusión probable y retórica no tienen inconveniente alguno. Nos acercan al posible conocimiento de la verdad lo mismo que cualquier razonamiento científico.
La ciencia conforme a métodos claramente determinados utiliza esos argumentos, siendo de especial relevancia el método de reducción al absurdo en matemáticas y lógica y, sobre todo, en la construcción de modelos lógico-formales y científicos, bien sean teóricos o materiales.
En la técnica se usa el modelo material a escala como representación reducida de una realidad a fin de poder estudiar su comportamiento, considerando que la realidad conservará análogamente las mismas propiedades que el modelo.
De especial trascendencia es el modelo político y el modelo económico que adopta una sociedad para justificar sus estructuras sociales y de poder.
Son formas argumentales basadas en la analogía:

### Interpolación
Consiste en determinar cada una de las variables de las formas en las que se pueden reproducir y cómo afectan al resultado. Pero no sólo basándose en su relación estadística sino también en su causalidad. Esto constituye las reglas que se utilizan para llegar a una nueva conclusión, siempre de forma aproximada. Es decir, se considera todas las situaciones posibles y sus repercusiones y las interpolamos a la nueva situación por analogía o inducción.

### Extrapolación
Consiste en suponer que el curso de los acontecimientos continuará en el futuro, convirtiéndose en reglas que se utilizarán para llegar a una nueva conclusión. Es decir, se afirma a ciencia cierta que existen unos axiomas y éstos son extrapolables a la nueva situación.
La base para una extrapolación será el conocimiento sobre el reciente desarrollo del fenómeno. Se precisa al menos dos observaciones secuenciales hechas en puntos conocidos en el tiempo. Las observaciones son habitualmente registradas como variables cuantitativas, medidas en algún tipo de escala. El material consiste en una serie cronológica. No obstante, nada impide extrapolar tendencias que se describan enteramente en términos cualitativos.
Utilizado para buscar la solución a un problema (lógica) o de enseñar la misma (pedagogía), lo convierte en una herramienta muy utilizada en el marco profesional y de enseñanza. Esta vía no excluye necesariamente el método de interpolación y mucho menos pueden considerarse como únicas.

### Reducción a lo absurdo
Es usado para demostrar la validez de proposiciones categóricas; se parte por suponer como hipotética la negación o falsedad de la tesis de la proposición a demostrar, y mediante una concatenación de inferencias lógicas válidas se pretende derivar una contradicción lógica, un absurdo; de derivarse una contradicción, se concluye que la hipótesis de partida (la negación de la original) ha de ser falsa, y la original es verdadera y la proposición o argumento es válido.
A este método también se le conoce como prueba por contradicción o prueba ad absurdum. Parte de la base es el cumplimiento del principio de exclusión de intermedios: una proposición que no puede ser falsa necesariamente es verdadera.

### La modelización
De especial relevancia para la ciencia y la técnica es la construcción de modelos.
En la técnica se usa el modelo a escala como representación reducida de una realidad a fin de poder estudiar su comportamiento, considerando que la realidad conservará análogamente las mismas propiedades que el modelo.
Más importancia para la ciencia tienen los modelos teóricos, en especial los modelos matemáticos, sobre todo a partir de la informática que hace posible el cálculo numérico.
De especial trascendencia es el modelo político y el modelo económico que adopta una sociedad para justificar sus estructuras sociales y de poder.

## La reflexión filosófica sobre la analogía

### La filosofía tradicional
La llamada filosofía tradicional en occidente, ha concebido la analogía sobre todo en orden a justificar el conocimiento de la realidad que está más allá de la experiencia del mundo, la Metafísica, y es usada de manera especial en el cristianismo, para la demostración de la existencia de Dios.
Para ello consideraban el argumento basado en la analogía concebida de dos formas:
- Como analogía de proporción
- Como analogía de atribución

#### Analogía de proporcionalidad

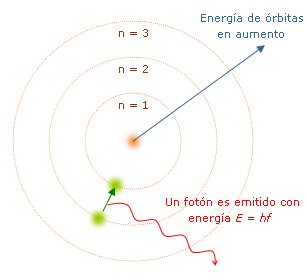
Modelo teórico del átomo según Bohr.

En la famosa «Alegoría de la Caverna» Platón compara el mundo material a un mundo de sombras que surge a partir de la luz del Sol, fuente de todo, y que da origen a la realidad material y sensible iluminando las ideas. Los entes materiales son las sombras que los hombres, prisioneros en el mundo material, solamente pueden contemplar como sombras de las ideas proyectadas en la pared de la caverna, siendo ellos mismos, en cuanto seres materiales, (cuerpo material en oposición a la forma como alma) meras sombras transitorias en este mundo. El alma, en cuanto es capaz de liberarse de lo sensible y material puede llegar a contemplar la verdadera realidad de las ideas. De esta forma:
El ver es al cuerpo como el pensar es al alma
Este mundo en su imperfección nos remite al mundo de las ideas en su perfección
El ser mudable y material nos remite al Ser inmutable de las ideas y, en último término, al Ser Eterno y Perfecto que es la Idea del Bien
El conocimiento consiste en reconocer, recordar y contemplar en las cosas sensibles de este mundo las ideas como verdadera realidad. El alma pertenece al mundo de las ideas, las ha contemplado en una vida anterior; la vida en este mundo material no es más que un proceso de purificación necesaria para que, a través de la Filosofía el alma racional a través del hombre, pueda liberarse definitivamente de lo material volviendo a su lugar natural en el mundo de las ideas. Mientras eso no se cumpla será juzgada y tendrá que ir reencarnándose sucesivamente en los diversos seres del mundo.
Los cristianos encontraron en esta filosofía platónica la principal fuente de inspiración para la justificación filosófica de su Religión: un concepto de Dios Único, frente al politeísmo. Un mundo que está hecho según unas ideas, una Providencia de Dios, un plan Creador. Un juicio que premia a los buenos y castiga a los malos. Y un mundo material que impide o dificulta al alma, encarnada en la materia del cuerpo elevarse al mundo de las ideas y en definitiva a Dios, si bien los cristianos sólo aceptan la existencia del alma humana como espíritu que trasciende la materia.
En definitiva, la analogía se convierte en la forma en la que el entendimiento humano, la razón o el alma humana, comprende la verdadera realidad y asciende por medio de las ideas, la fe en el caso de los cristianos, al conocimiento de la Verdad, y el conocimiento del Dios Verdadero, del que por analogía de las perfecciones limitadas del mundo podemos predicar sus atributos como Perfección Absoluta.
Si hay sustancias como unidad de ser es porque Dios es el Ser Absoluto, Unidad Absoluta.
Si hay cosas buenas es porque Dios es La Bondad Absoluta.
Si hay verdades es porque Dios es la Verdad Absoluta.
Si hay belleza es porque Dios es la Belleza Absoluta.

#### Analogía de atribución
Hasta la reintroducción del pensamiento aristotélico por los árabes, el platonismo fue la filosofía que inspiró al cristianismo.
Aristóteles habla del uso de los términos y aplica al ente un uso analógico.
El ejemplo de Aristóteles: Cuerpo sano, orina sana, alimento sano y medicina sana.
La salud propiamente dicha únicamente se predica de un cuerpo sano. Y por comparación con un cuerpo sano decímos que:
- La orina es sana en tanto que manifiesta la salud del cuerpo
- La medicina es sana en tanto que recupera la salud del cuerpo
- El alimento es sano en tanto que mantiene la salud del cuerpo.

En todos estos casos la predicación se hace con referencia a una realidad y con referencia a ella se aplica a todas las demás.
No tiene el mismo sentido el verbo Ser en cada una de las siguientes expresiones:
- Este es Pedro
- Pedro es un hombre
- Pedro es simpático
- Pedro es (está) sentado

referidas todas a un mismo sujeto.
En el primer caso hablamos del ser de Pedro directamente, en su existencia que se nos manifiesta aquí y ahora, en el mundo de mi propia existencia, designándole como realidad. En el segundo explicamos cómo entendemos lo que es Pedro. En el tercero afirmamos una cualidad propia del Pedro que conocemos. En el cuarto indicamos un modo de ser en un momento dado del Pedro que conocemos.
Ser también es usado con referencia a los objetos posibles, aun cuando no existiera ninguno. Así por ejemplo cuando decímos: "Un nieto es el hijo de un hijo con respecto al padre del primero". Hemos definido un ser posible lo mismo que “Pegaso es un caballo con alas”.
Ser también tiene sentido de pasado o futuro: Napoleón fue emperador de Francia. - Si actuamos correctamente el mundo será mejor.
En el caso de la orina, la medicina o el alimento, la atribución del predicado es meramente una relación extrínseca a partir de la relación accidental con el cuerpo.
En el caso de Pedro la atribución de esos predicados es relación intrínseca puesto que atañe a las notas propias que constituyen a Pedro como tal.
¿Cuál es el sentido propio del verbo ser?
Para Aristóteles no cabe la menor duda: Pedro y el cuerpo concreto que existe y que está sano aquí y ahora. Es lo que Aristóteles llama la sustancia primera.
La sustancia primera es lo que verdaderamente existe, (es) y todo lo demás existe (es) en función de y para la sustancia.
La sustancia es aquello que únicamente puede realizar la función de sujeto de la oración y nunca de predicado o atributo de otra cosa. Es decir: Pedro, Juan, este gato, esta piedra, etc. La única determinación posible en el lenguaje es nombrar por medio de un nombre Propio. A falta de nombre propio, que solo concedemos a algunos seres, la única posibilidad es señalar con el dedo: “Esto”.
La comprensión lógica de lo que es “Esto”, se hace necesariamente a través de los sucesivos predicados que se expresan mediante conceptos universales. Pedro es un hombre – Esto es un gato – Esto es una piedra.
Sobre los diversos predicados y modos de predicación que puede tener la sustancia véase: categorías y predicables.
Para Aristóteles (para la «filosofía tradicional» solamente en cuanto al conocimiento), el ser se manifiesta como tal en la existencia de sustancias primeras, es decir, los entes propiamente dichos. Todo lo demás, cualidades, tiempos, modos, y relaciones, los llamados accidentes, existen como formas referidas a una sustancia real, y se expresan como predicados de la sustancia primera mediante conceptos universales.
Los conceptos universales surgen a partir del conocimiento de la experiencia mediante un proceso de abstracción que permite al «entendimiento agente» intuir la esencia de las cosas. Por eso la atribución analógica de los predicados tiene en este modo de pensamiento pleno sentido de ser, de realidad, aunque sea en sentido analógico.
De esta forma la afirmación en un juicio de términos manifiesta una verdad plena de sentido de ser verdadero como verdad ontológica, con sentido metafísico

### La filosofía moderna
La reflexión filosófica sobre el conocimiento cambia completamente de sentido cuando Descartes enuncia su principio indubitable de “pienso, luego existo”. Ahora el objeto de reflexión sobre el conocimiento ya no es el ser de un objeto que se nos da en la experiencia del mundo sino el ser que nos aparece en nuestra conciencia, que él llamó idea en un sentido completamente diferente a como hasta entonces se había entendido dicho concepto, el sentido platónico. Ahora la idea es un contenido de conciencia y por tanto es algo cuyo ser se manifiesta en el pensamiento subjetivo del sujeto que piensa.
El mundo deja de manifestar el ser y se convierte en un fenómeno que aparece en la conciencia.
Los conceptos dejan de ser una intuición objetiva del entendimiento y son meros contenidos de conciencia. El mundo exterior se convierte en problemático en el solipsismo.
Los racionalistas, como Descartes, Malebranche, Leibniz, Pascal, Wolff, etc. restauran la existencia de Dios y la metafísica mediante las ideas innatas; Spinoza, llevando la noción de sustancia y necesidad lógica al límite de su contenido, establece un monismo panteísta.
Los empiristas en cambio, Locke, no admiten más fuente de conocimiento que la experiencia y por tanto los conceptos, las ideas, no son más que elaboraciones del entendimiento para ajustar la conducta a la propia experiencia. La sustancia no es más que una idea compleja que no representa una ´realidad en sí, sino un “ramillete de percepciones”. Berkeley incluso llegará a postular la ontología de la realidad como percepción divina Esse est percipi: Ser (existir) es ser percibido.
No es posible la metafísica, y la ciencia no es más que una expectativa hipotética y analógica basada en la experiencia pasada, concluirá Hume.

#### La analogía de la experiencia
Kant, ante la postura del empirismo extremo de Hume que niega la posibilidad de una ciencia necesaria, pretenderá justificar la ciencia que se muestra en la Física de Newton como un éxito incuestionable.
Kant encuentra el fundamento de la ciencia en las llamadas Analogías de la experiencia y los postulados del pensar empírico:
| LAS ANALOGÍAS DE LA EXPERIENCIA                               | LOS POSTULADOS DEL PENSAR EMPÍRICO                                                       |
| Permanencia de la sustancia a través del cambio               | Lo que concuerda con las condiciones formales de la experiencia es posible               |
| Ley de causa-efecto como reguladora del cambio                | Lo que está en interdependencia con las condiciones materiales de la experiencia es real |
| La simultaneidad implica acción recíproca (en las sustancias) | Lo determinado por las condiciones universales de la experiencia es necesario            |

Ahora bien, todo esto es referente al mundo fenoménico, lo que constituye el Mundo de las percepciones que se dan en la conciencia, pero el acceso a la realidad en sí como noúmeno no es posible mediante el conocimiento y por tanto la Metafísica no es posible como ciencia.
Sólo podemos llegar a la representación de Dios mediante un postulado de la Razón Práctica.

### La analogía en la filosofía actual
John Stuart Mill considera que la analogía es como un argumento inductivo pero sin ser inducción completa, y añade “pero no hay palabra que se use más vagamente, o con una gran variedad de acepciones”.
No obstante acepta el argumento analógico, siempre y cuando se den ciertas condiciones; no solamente tener en cuenta las semejanzas, sino también las diferencias considerando las relaciones entre ambas en un conocimiento suficientemente extenso.
Solo se puede admitir el argumento analógico en la medida en que las semejanzas son grandes y las diferencias muy pequeñas, lo que, en realidad, convierte a dicho argumento analógico en un argumento inductivo.
Ernst Mach considera la analogía como una relación entre sistemas de elementos homólogos que pueden dar lugar a diferencias y semejanzas, en la medida en que dichas relaciones pueden establecerse y medirse.
En cualquier caso tanto para Stuart Mill como para Mach el argumento analógico como inducción siempre va de lo particular a lo particular y no puede pasar de ser un argumento probable.
Por lo tanto la problemática del argumento analógico reside en que podamos inferir algo no perceptible, partiendo de lo mundano y perceptible en la experiencia, y conforme a un sistema formal lógico.
Tal ha sido la preocupación de Józef Maria Bocheński que interpreta la analogía tomista de la forma siguiente:
La expresión a significa en el lenguaje l el contenido f del objeto x
Simbólicamente: S(a,l,f,x) llamado complejo semántico, siendo el contenido f lo equivalente a la ratio o proporcionalidad tomista y x una cosa individual.
Bocheński establece la tabla de relaciones posibles entre dos complejos semánticos (16 relaciones) y lo compara con lo que Russell y Whitehead en sus Principia Mathematica llamaron 'ambigüedad sistemática, considerando que ambas situaciones venían a ser el equivalente de la analogía tradicional.
La analogía para Bocheński es pues: “Una relación entre: dos expresiones (nombres o términos), un lenguaje, dos contenidos (sentidos) y dos cosas (objetos), teniendo los nombres la misma forma y siendo las cosas diferentes.
La dificultad que representa la formalización es que, frente a la lógica tradicional, ahora hay que usar expresiones de expresiones, o símbolos de símbolos, lo que definitivamente conlleva que la analogía es un género de expresiones equívocas.
En definitiva: la analogía es analógica.
Considerar que la idea de padre pueda ser aplicada como argumento lógico a la idea de principio solo sería posible en la medida en que pudiéramos encontrar una formalización que superara el hecho de que, mientras el concepto de principio es transitivo, (un principio puede generar otro principio), el padre es intransitivo, (un padre engendra a un hijo) no otro padre.
Para Bocheński las lógicas trascendentales, históricas, etc. no tienen sentido. Por el contrario la lógica formal, con todas sus sutilezas, proporcionan más enseñanzas que las construcciones metafísicas grandiosas.
García Bacca, sin embargo, considera la analogía entre un ser que tiende hacia la "entificación" y un ser que tiende hacia la Nada "Aniquilación". El hombre es una potencia de trascendentalidad como Metafísica Natural o espontánea en la medida en que tiende hacia la trascendentalización pero ésta no es una teorízación especulativa sino una acción transformadora del mundo.
Respecto a la aplicación de la analogía surgen propuestas interesantes y novedosas de la mano de la Semiótica y la Hermenéutica.
Hilary Putnam realiza una muy interesante crítica y valoración de la analogía como inducción y método.

La esperanza de tener un método formal, capaz de ser aislado a partir de nuestros juicios sobre la naturaleza del mundo, parece haberse frustrado. Y si ensanchamos la noción de un método de manera que una formalización de la psicología completa de un ser humano idealmente racional cuente como un "método", no hay razón para pensar que un "método" en este sentido deba ser independiente de los juicios del ser humano sobre metafísica, estética o cualquiera otra cosa. Después de todo, la única razón para creer que el método científico no tendría presupuestos éticos (o metafísicos) era que se suponía que era un método formal.
Hilary Putnam op. cit. p. 145

Sin embargo el desarrollo de la ciencia, gracias a la informática, ha hecho posible la construcción de modelos formales de lógicas polivalentes, así como la construcción de modelos complejos gracias al cálculo numérico,  y coloca la analogía en el centro de la fundamentación del método científico y de la epistemología en la consideración  semiótica y hermenéutica del conocimiento como esencialmente interpretativo.

## Razonamiento analógico
El razonamiento analógico es una forma de razonamiento que consiste en obtener una conclusión a partir de premisas en las que se establece una similitud o analogía entre elementos o conjuntos de elementos distintos, por lo tanto este va de particular en particular. Consiste en atribuir a un objeto que se investiga, las propiedades de otro análogo que ya es conocido.
Por ejemplo: Si se sabe que Marte y la Tierra, son planetas similares, y que en la Tierra hay vida, se puede concluir qué, probablemente, en Marte habrá vida.
Otro ejemplo: El presidente del Parlamento es como un entrenador de fútbol y por tanto puede decidir qué parlamentarios participan en un debate y durante cuánto tiempo. Como es lógico, la corrección de un razonamiento como el anterior depende de lo adecuado de la comparación. En el caso que nos ocupa, la comparación entre el presidente del Parlamento y un entrenador de fútbol no tendría por qué ser pertinente, o al menos no en todos los casos, a pesar de que la conclusión del razonamiento pudiera ser verdadera.
El razonamiento analógico es generalmente considerado un tipo de razonamiento inductivo. La analogía es la base de la mayoría de los razonamientos ordinarios, por cuanto, la gente tiende a tomar decisiones basándose en experiencias pasadas o en otro tipo de comparaciones. Ningún razonamiento analógico pretende ser matemáticamente cierto. Lo único que se puede afirmar de ellos es un grado de probabilidad.